# Рауль Камперо
Рауль Камперо (ісп. Raúl Campero, 29 листопада 1919 — 31 жовтня 1980) — мексиканський вершник.
Бронзовий призер Олімпійських Ігор 1948 року в командному триборстві.